# Clearbrook (Minnesota)
Pour les articles homonymes, voir Clearbrook.
Clearbrook est une ville dans le comté de Clearwater dans l'État du Minnesota aux États-Unis.

## Géographie
Selon le bureau du recensement des États-Unis la ville s'étend sur 1,27 km2.

## Démographie
D'après les chiffres obtenus lors du recensement de 2010, la ville est peuplée de 518 personnes. La densité de population est de 408,1 habitants par kilomètre carré. La population de la ville est composée à 94,6 % de blanc, à 3,9 % d'Amérindien.